# Altrex
Altrex is een in Zwolle gevestigde Nederlandse producent van klimmaterieel.

## Geschiedenis
Het bedrijf werd in 1950 in Rijswijk gestart door de ondernemers Bijlo en Stedehouder  onder de naam 'Bijstede'. In de beginjaren produceerde het naast klimmaterieel onder andere strijkplanken, wasrekken en droogmolens.
In 1956 verhuisde het bedrijf naar Nunspeet. In de loop van de jaren groeide het uit tot een onderneming met vestigingen in het buitenland. Mede gezien de internationale activiteiten werd de merknaam 'Altrex' ook de bedrijfsnaam. Naast productie van klimmaterieel verhuurde het bedrijf verreikmachines. In 2003 verhuisde het vanwege ruimtegebrek van Nunspeet naar Zwolle; de verhuuractiviteiten werden toen afgestoten.

## Producten
Het bedrijf levert klimmaterieel zoals huishoudtrappen, zoldertrappen, magazijntrappen, ladders, steigers, loopbruggen en speciale constructies. Een voorbeeld van dat laatste zijn hangbruggen die gebruikt worden bij grote evenementen.
De voor consumenten bestemde producten worden verkocht via bouwmarkten en doe-het-zelf winkels. De professionele producten zijn uitsluitend verkrijgbaar bij aangewezen dealers.

## Keuringen
Het bedrijf is gecertificeerd om periodieke keuringen voor klimmateriaal uit te voeren, onder andere met betrekking tot veiligheid. De Nederlandse regelgeving voor arbeidsmiddelen schrijft voor dat klimmateriaal ten minste eenmaal per jaar wordt gekeurd conform ISO 17024.